# Renée van Wegberg
Renée Elisabeth Johanna van Wegberg (Horst, 14 oktober 1984) is een Nederlands zangeres, (musical- en stem)actrice en theatermaakster bekend van onder andere haar vertolking van Liesbeth List, in de gelijknamige musical over Lists leven. Andere rollen in theaterproducties zijn die van Alison Bechdel in de musical Fun Home (2019/2021), de groene heks Elphaba in de musical Wicked (2011), de vertelster in JOSEPH and the Amazing Technicolor Dreamcoat, Lot Kleinhart in de musical Urinetown (2010) en Grace Farrell in de musical Annie (2006).
Vanaf 2015 toert ze ook door het land met diverse liedjesprogramma's, waaronder "Vive La France" 1 & 2 (2015/2017), "Op een Mooie Pinksterdag" (2016), "Renée van Wegberg zingt List, Shaffy & Piaf (2019) en "Renée van Wegberg Doet De Dames" (2020/2021).

## Biografie
Als vijfjarige begon zij haar balletopleiding en volgde ze het Royal Academy of Dancing-programma, en later in haar jeugd leert ze saxofoon en piano spelen. Na haar vwo-opleiding studeert ze aan de Muziektheater Academie van het Rotterdams Conservatorium Codarts, die ze in juni 2007 succesvol afrondt met een eigen theaterprogramma.

## Televisie
Op zestienjarige leeftijd neemt ze deel aan Henny Huismans Soundmixshow als Céline Dion en bereikt daarmee een finaleplaats. Ze wint in december 2004 het televisieprogramma AVRO's Sterrenjacht (een talentenjacht voor jonge musicaltalenten) en daarmee de titel “hét multi-talent van Nederland”, een hoofdrol in een musicalproductie van Joop van den Ende Theaterproducties en een studiereis naar New York. In 2005 stond ze in de finale van het Nationaal Songfestival met het samen met haar toenmalige manager Arjan Langen geschreven lied One Look, een duet met Dennis ten Vergert .

## Theater
In het seizoen 2006-2007 was Van Wegberg te zien in de musical Annie (Efteling Theater) in de rol van Grace Farrell. Ook was zij in 2006 te zien als soliste in Musicals in Ahoy'. Van 2 april t/m 28 september 2008 speelde ze een rol in de Duitse versie van We will rock you, waar ze understudy was van Ozzy. Vanaf november 2008 tot juli 2010 was Van Wegberg te zien als vertelster in de musical Joseph and the Amazing Technicolor Dreamcoat, geproduceerd door Joop van den Ende Theaterproducties. Met het vervullen van deze hoofdrol werd de prijs verzilverd die Van Wegberg in 2004 won met het televisieprogramma AVRO's Sterrenjacht. Vanaf oktober 2010 is ze te zien geweest als Lot Kleinhart in de musical Urinetown. In de rondreizende versie van deze musical neemt ze de rol over van Noortje Herlaar, die de rol van Lot in 2009 speelde.
In augustus 2011 werd bekendgemaakt dat Van Wegberg de alternate wordt van Willemijn Verkaik in de musical Wicked, in het Scheveningse Circustheater. In november 2011 is haar première als Elphaba.
In maart 2012 was Van Wegberg te zien in het galaconcert Musical Classics in Ahoy, zij was een van de solisten in dit avondvullende programma in Ahoy Rotterdam. In 2012 en 2013 was zij te zien in het toneelstuk de De Vagina Monologen. Zij speelde afwisselend met andere actrices in deze voorstelling. Op 5 november 2012 werkt Van Wegberg mee aan een speciaal concert van Scott Alan in het M-lab met Freek Bartels en Willemijn Verkaik. In maart 2013 speelde Van Wegberg de rol van Maria Magdalena in de Jesus Christ Superstar concertante. In theaterseizoen 2013/2014 was ze te zien in het toneelstuk De Man Die Het Wist en de musical Tick, Tick, Boom!
In het voorjaar van 2014 was Van Wegberg wederom te zien in de Vagina monologen. Daarna was zij te zien als schrijfster Erika in Vijftig tinten de parodie, die in de zomer van 2014/2015 in reprise ging. In het seizoen 2014 was Van Wegberg te zien in de toneelcomedy Kinderen geen bezwaar. Van Wegberg toert in 2015 door het land met het liedjesprogramma met Franse chansons Vive la France.
In het seizoen 2017-2018 speelt Van Wegberg de rol van Liesbeth List in de gelijknamige musical over haar leven. De première op 2 oktober 2017 is voorafgegaan door de aankondiging dat Liesbeth List zich terugtrekt uit het openbare leven, vanwege dementie.
In theaterseizoen 2018-2019 speelt Van Wegberg een rol in de nieuwe musical Expeditie Eiland, gebaseerd op het populaire televisieprogramma Expeditie Robinson. Ze speelt een labiele positiviteitsgoeroe die cursussen geeft over hoe te houden van het leven. Ze deelt deze rol met Jelka van Houten.
In 2019 speelt Van Wegberg de lesbische striptekenaar Alison Bechdel in de musical Fun Home, gebaseerd op de gelijknamige graphic novel waarin Bechdel terugblikt op haar jeugd, haar coming-out en de moeizame relatie met haar vader. Ook tourt Van Wegberg door het land met haar theaterconcert Renée van Wegberg zingt List, Shaffy & Piaf, met liedjes van deze drie iconen. In seizoen 2020/2021 tourt ze met haar tweede one-woman-show, het theaterconcert Renée van Wegberg Doet De Dames, een ode aan het lied van Nederlandse zangeressen. In het vervolg hierop in 2022 eert ze Nederland's mannelijke theatericonen in Hou me vast.  In de zomer van 2022 wordt het stuk De Freule opgevoerd in het openluchttheater in Winterswijk, over het leven en de dood van Judith van Dorth. Renée neemt de rol van de freule van Dorth op zich. 
Vanaf januari 2023 zingt en speelt Renée samen met haar collega Bettina Holwerda in het door henzelf geschreven theaterconcert #PERFECT, een voorstelling over vrouwen van nu met een gezin, een huwelijk en een baan, die alle ballen in de lucht (proberen te) houden. Wegens groot succes en lovende kritieken van pers en publiek zal deze voorstelling vanaf september 2023 in reprise gaan. Daarvoor, in juli en augustus van dit jaar zal Renée de hoofdrol spelen in de nieuwe Nederlandse musical Het was Zondag in het Zuiden van Toneelgroep Maastricht, die zal worden opgevoerd in  Openluchttheater De Doolhof in Tegelen. De musical gaat over het hoogwater van 1993 in Limburg en maakt gebruik van de muziek van Rowwen Hèze. 
| Jaar        | Musical                                      | Rol                           |
| ----------- | -------------------------------------------- | ----------------------------- |
| 2006-2007   | Annie                                        | Grace Farrell                 |
| 2008        | We Will Rock You (Duitsland)                 | ensemble/ Ozzy (understudy)   |
| 2008-2010   | Joseph and the Amazing Technicolor Dreamcoat | Vertelster                    |
| 2010-2011   | Urinetown                                    | Lot Kleinhart                 |
| 2011-2013   | Wicked                                       | Elphaba (alternate)           |
| 2014        | Tick, Tick, Boom!                            | Suzan                         |
| 2014        | Vijftig tinten de parodie                    | Erika                         |
| 2016        | Nonsens                                      | Zuster Maria Pavlova          |
| 2017-2018   | Liesbeth List – de musical                   | Liesbeth List                 |
| 2018-2019   | Expeditie Eiland                             | Dionne Van Stirum-Vinkesteijn |
| 2019        | Fun Home                                     | Alison Bechdel                |
| 2022        | De Freule                                    | Freule Judith van Dorth       |
| 2023 / 2024 | Het Was Zondag in het Zuiden                 | Sarah                         |

## Overig
Renée van Wegberg presenteert in 2007 eigen werk, in samenwerking met de jazzpianist Egbert Derix met de ep "You'll find Me" en met kerst de single "On Christmas Day". Verder is ze te horen op verschillende albums, zoals de kinder-cd “Superguppie Zingt” van Edward van de Vendel en zingt ze diverse trance-nummers in die op verzamel-cd's te vinden zijn. 
Van Wegberg is ook stemactrice en verleent haar stem aan vele rollen in onder andere (teken)films en series zoals die van Evil Queen in Snow White uit 2025, Sina in de films Vaiana uit 2016 en Vaiana 2 uit 2024, Koningin Iduna (de moeder van Elsa en Anna) in de film Frozen II uit 2019, Virana in de film Raya and the Last Dragon uit 2021, Z in de film The Ice Age Adventures of Buck Wild uit 2022 en Dorota in Star Wars: Visions uit 2023.

## Prijzen
Voor haar rol als vertelster in de musical JOSEPH and the Amazing Technicolor Dreamcoat was Van Wegberg in 2009 genomineerd voor een John Kraaijkamp Musical Award in de categorie beste vrouwelijke Hoofdrol in een grote musical. In 2015 was ze genomineerd voor beste vrouwelijke bijrol in een kleine musical voor haar bijdrage in Tick, tick, Boom!. In 2018 verzilverde Van Wegberg haar nominatie met de Musical Award voor Beste vrouwelijke hoofdrol voor haar vertolking van Liesbeth List, in de gelijknamige musical over het leven van de chansonnière. De rol van Alison Bechdel, in de musical Fun Home, leverde haar in 2020 haar tweede Musical Award op voor Beste vrouwelijke hoofdrol. In 2024 was ze wederom genomineerd voor deze catergorie voor haar rol in Het was Zondag in het Zuiden.

## Privé
Van Wegberg is getrouwd met bassist Berry Janssen, het stel heeft samen één zoon. Voorheen was ze getrouwd met acteur Rutger le Poole en uit dit eerste huwelijk heeft ze ook nog een zoon. 
- MusicBrainz: ae10a9be-e3b4-4783-aa7d-5d56ca007c20